# Sadang-dong
Sadang-dong (koreanska: 사당동) är en stadsdel i stadsdistriktet Dongjak-gu i Sydkoreas huvudstad Seoul.

## Indelning
Administrativt är Sadang-dong indelat i:
| Namn    | Namn               | Yta km² | Invånare 31 dec 2021 |
| ------- | ------------------ | ------- | -------------------- |
| 사당1동 | Sadang 1(il)-dong  | 0,79    | 23 321               |
| 사당2동 | Sadang 2(i)-dong   | 2,75    | 28 147               |
| 사당3동 | Sadang 3(sam)-dong | 0,92    | 24 548               |
| 사당4동 | Sadang 4(sa)-dong  | 0,38    | 14 301               |
| 사당5동 | Sadang 5(o)-dong   | 0,57    | 14 558               |